# Vija Celmins
Vija Celmins (en letton : Vija Celmiņa) (née le 25 octobre 1938 à Riga, Lettonie) est une peintre, dessinatrice et graveuse américaine d'origine lettone. Elle fait partie du courant hyperréaliste, dont elle est le membre féminin le plus important avec Audrey Flack.

## Biographie
Vija Celmins est arrivée aux États-Unis à l'âge de 10 ans, en 1948. Ses parents s'installent à Indianapolis et c'est là qu'elle commence ses études d'art, qu'elle poursuit à Los Angeles. Elle vit aujourd'hui entre la Californie et New York, ville qui l'a honorée de rétrospectives prestigieuses, notamment au MOMA.
Contrairement à celle de sa collègue, la palette de Vija Celmins est essentiellement faite de nuances infinies de noirs, blancs et gris. Elle a atteint une maîtrise inégalée dans la suggestion du relief et des valeurs d'éclairage. L'œuvre de Vija Celmins dégage une gravité et un sens du tragique et de la perte qui est celle d'une expatriée et qu'on retrouve quelque peu dans celle de son compatriote d'exil Jonas Mekas.
En 2009, Vija Celmins obtient le prix Haftmann, récompense artistique la plus richement dotée en Europe (150 000 Francs suisses, soit 120 000 €), décerné par la Fondation Roswitha Haftmann, une fondation suisse, à un « artiste vivant ayant produit une œuvre de première importance. » En 2019, elle participe à la Biennale de Québec, Manif d'art 9.
En 2023, elle est lauréate du Praemium Imperiale.